# Aciphylla traversii
Aciphylla traversii är en växtart i släktet Aciphylla och familjen flockblommiga växter. Den beskrevs av Ferdinand von Mueller som Gingidium traversii och fick sitt nu gällande namn av Joseph Dalton Hooker 1867.
Arten är en perenn ört som är endemisk på Chathamöarna utanför Nya Zeeland.